# Sphodros paisano
Sphodros paisano GERTSCH & PLATNICK, 1980  è un ragno appartenente al genere Sphodros della famiglia Atypidae.
Il nome deriva dal greco σφοδρός, sphodròs, cioè forte, eccedente, poderoso, ad indicare l'abnorme grandezza dei cheliceri in proporzione alla lunghezza del corpo.
Il nome proprio deriva dal sostantivo spagnolo paisano, che significa campagnolo, contadino.

## Caratteristiche
Questa specie ha alcune caratteristiche in comune con S. abboti: gli adulti di entrambi i sessi hanno le filiere posteriori laterali suddivise in quattro segmenti, apparentemente un carattere derivato, non originale (esemplari giovanili di S. abboti le hanno trisegmentate come le altre specie del genere Sphodros). Altra peculiarità rispetto alle altre specie per le femmine è quella di avere un pattern ben distinguibile dei sigilla: la quarta coppia  ha grandi dimensioni e forma di rene, la terza, invece è più piccola e orientata trasversalmente; tutte sono invaginate lateralmente e le spermateche hanno tre spirali.
Le femmine di questa specie hanno una lunghezza del corpo, compresi i cheliceri, di 17,7 millimetri; il cefalotorace, di forma ovale, 5,4 x 5 millimetri, è di colore dal giallo al bruno-arancio con sfumature scure ai margini laterali e vari solchi sulla pars cephalica; i tubercoli oculari sono neri. Lo sterno è di dimensioni 3,7 x 4 millimetri, il labium, invece, è 0,7 x 1,25. I cheliceri sono lunghi il doppio che larghi, alquanto spessi sulla base, e hanno otto denti di forma diversa sul margine anteriore e minuscoli denticelli su quello distale. L'opistosoma è di forma ovale, 8,50 x 5,0 millimetri, rivestito di peli neri finissimi. Le filiere sono sei: le due anteriori laterali sono lunghe 0,45 millimetri, le due mediane posteriori 0,65 e le due posteriori laterali lunghe in totale 2,05 millimetri, all'incirca le stesse misure di quelle di S. abboti. Hanno l'epigino fornito di quattro tubi sottili, ciascuno provvito di tre piccole spirali.

## Comportamento
Come tutti i ragni del genere Sphodros, anche questa specie vive in un tubo setoso parallelo al terreno, per una ventina di centimetri circa seppellito e per altri 8 centimetri fuoriuscente. Il ragno resta in agguato sul fondo del tubo: quando una preda passa sulla parte esterna, le vibrazioni della tela setosa allertano il ragno che scatta e la trafigge, per poi rompere la sua stessa tela, portarsi la preda nella parte interna e cibarsene..

## Habitat
Predilige boschi umidi, palmeti, zone fangose e foreste temperate.

## Distribuzione
L'olotipo di questa specie è stato rinvenuto ad Austin, nella Contea di Travis, del Texas sudorientale. L'areale spazia da queste zone al Messico settentrionale, nel Tamaulipas.